# Andrej Czuchlej
Andrej Czuchlej (biał. Андрэй Чухлей, ros. Андрей Чухлей; ur. 2 października 1987 w Mińsku) – białoruski piłkarz, grający na pozycji pomocnika, reprezentant Białorusi.